# Frank Gollan
Frank Gollan, född 1910 i Tjeckoslovakien, död den 10 oktober 1988, var en tjeckiskfödd amerikansk vetenskapsman.
Som treåring insjuknade han i polio men tillfrisknade utan några men. I tonåren ville han bli konsertpianist, men en släkting som var läkare övertalade honom att i stället börja studera medicin.
Gollan lyckades fly från Tjeckoslovakien 1938, strax före nazisternas maktövertagande av landet; hans föräldrar dog i gaskammaren i Auschwitz. Han kom till USA, där han först arbetade som pediatriker och gjorde sina första vetenskapliga arbeten, gällande högt blodtryck. 1946 kom han till Minnesota Medical School, där han blev assisterande professor i fysiologi.
Eftersom han själv som barn drabbats av polio var han synnerligen intresserad av denna sjukdom, och 1948 lyckades han isolera polioviruset till 99,96 procent. Det tidigare bästa resultatet hade varit en 80–95 procent, vid Stanford University året dessförinnan.
Frank Gollans arbete beskrevs av en professor vid avdelningen för fysiologi vid Minnesota Medical School, som "en möjlighet att snart kunna börja tillverka ett vaccin mot polio". Den amerikanske virologen Jonas Salk kom sedan att bli känd som upptäckaren av poliovaccinet.
Frank Gollan tillverkade även den första hjärt-lungmaskinen.
Tillsammans med sin fru begick han självmord den 10 oktober 1988.